# نامانلو
روستای نامانلو در فاصلهٔ ۶۵ کیلومتری شمال شهر شیروان قرار دارد و یکی از قراء مرتفع است که از شمال به کوه‌های زکریا و گلیل و مرز ایران ـ شوروی ترکمنستان و شهر عشق آباد و از جنوب به کوه کلاه‌فرنگی بیچرانلو و از شرق به کوه‌های آق‌کمر و از غرب به روستای زیندانلو محدود می‌شود.

## جمعیت
این روستا دارای ۲۴۰ خانوار و ۱۱۲۸نفر جمعیت است که به زبان کردی کرمانجی تکلم می‌کنند نامانلو جزء دهستان جیرستان است.

## طبیعت
کوه‌های سرسبز و مراتع گلیل که دارای انواع درختان سرو کوهی از نوع دوات پیاله، مرخ، کرکو و آرچه و چشمه‌سارهای بزرگ و کوچک می‌باشد. منطقهٔ نامانلو و گلیل را به یکی از مناطق ییلاقی و مرتعی معروف شمال خراسان تبدیل نموده که همه ساله دامداران عشایر شیروان در فصل بهار و تابستان با بر پا کردن چادرها گوسفندان خود را برای تعلیف به مزرعهٔ گلیل می‌آورند.
روستای نامانلو به علت موقعیت خاص طبیعی و چشمه‌های پرآب: سرچشمه، کانی سیدها، کانی لوجه و کانی بران سرسبز و پردرخت است.

## مراسم شکرگزاری
مراسم شکرگزاری اهالی روستای نامانلو واقع در شهرستان شیروان که هر ساله در بازه زمانی اواخر تیر لغایت اواسط مرداد برگزار می‌شود در تاریخ ۲۸ تیرماه ۱۴۰۲ با شماره ۲۰۲۱۱۱۰ در سطح استانی در فهرست رویدادهای گردشگری جمهوری اسلامی ایران به ثبت رسید. این آیین با شماره ثبت ۵۵ در تاریخ ۱۳۸۸/۹/۲۸ در فهرست میراث ناملموس کشور به ثبت رسیده‌است.

## اقتصاد
اقتصاد مردم این روستا بر دامداری و کشاورزی و باغداری متکی است که ییلاق دامداران مزرعهٔ گلیل و قشلاقشان نارلی مراوه‌تپهی ترکمن صحراست و نوع دامداری آن کوچرو عشایری می‌باشد.

## محصولات
محصولات عمدهٔ نامانلو عبارتند از: گندم، جو، حبوبات، زردآلو، آلوچه، سیب، یونجه‌زار، سپیدار و بید و صنایع دستی آن قالی‌بافی و گلیم‌بافی است.